# Spieringsluis
De Spieringsluis is een schutsluis met puntdeuren in de vaarweg Nieuwe Merwede-Amer door de Brabantse Biesbosch. Hij ligt in de gemeente Altena, tussen de Nieuwe Merwede en het Gat van den Hardenhoek. De vaarweg is CEMT-klasse 0.
De schutkolklengte is 45,8 meter, breedte 6 meter en een drempeldiepte van NAP −3,3 m. Er ligt een ophaalbrug over het binnenhoofd. De doorvaarthoogte in gesloten stand is 2,6 m.
De sluis is sinds voorjaar 2000 bijzonder, omdat dit de eerste sluis in Nederland is waarbij de houten sluisdeuren zijn vervangen door deuren van vezelversterkte kunststof. De verwachte voordelen zijn:
- Grote duurzaamheid van deze deuren
- Minder onderhoudskosten. Bij houten deuren moet, naast het preventief onderhoud, gemiddeld eenmaal in de 15 tot 25 jaar de gehele conservering vernieuwd worden. Ten gevolge van de huidige milieuwetgeving moet dan de gehele constructie worden ingepakt om te voorkomen dat straalgrit en/of verfresten in het milieu terechtkomen.
- laag gewicht (De deuren wegen maar 5100 kilo, de oude houten 14.000 kg.)

Het nadeel is de hogere prijs, pakweg € 50.000 méér dan conventionele deuren.
Het remmingwerk is uitgevoerd met basralocuspalen, azobé wrijfgordingen en azobé wrijfstijlen.
De beheerder van de sluis is Rijkswaterstaat Zuid-Holland, Waterdistrict Merwede en Maas. Van 1 april tot en met 31 oktober wordt er alle dagen geschut, daarbuiten alleen op telefonische afroep, minimaal 4 uur voor bedieningstijdstip, maar er is dan geen bediening op zon- en feestdagen. Bij waterstanden in de sluis van NAP −0,3 m of lager wordt er niet geschut. De bediening is gratis.

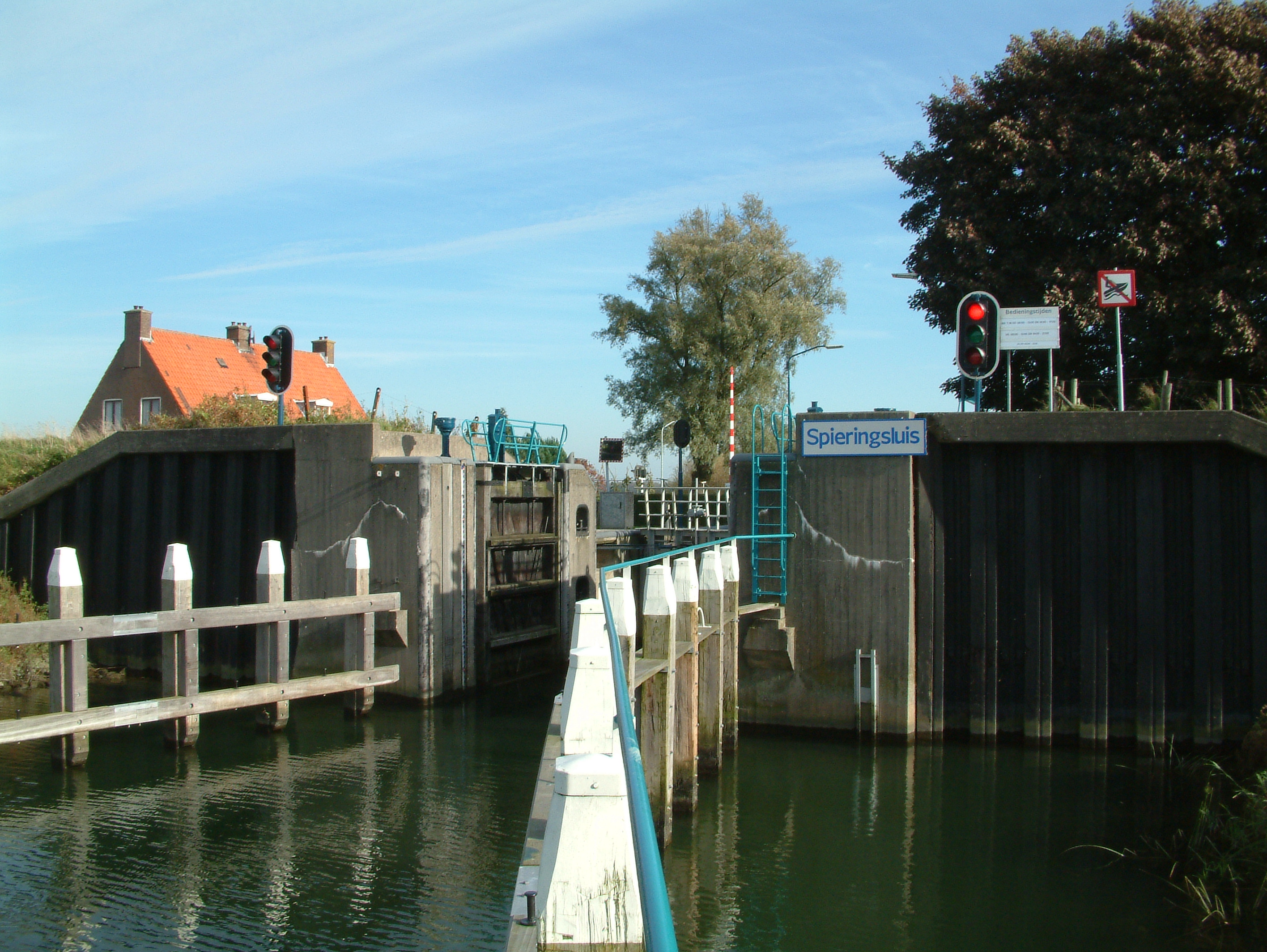
Spieringsluis, aan de Merwedezijde
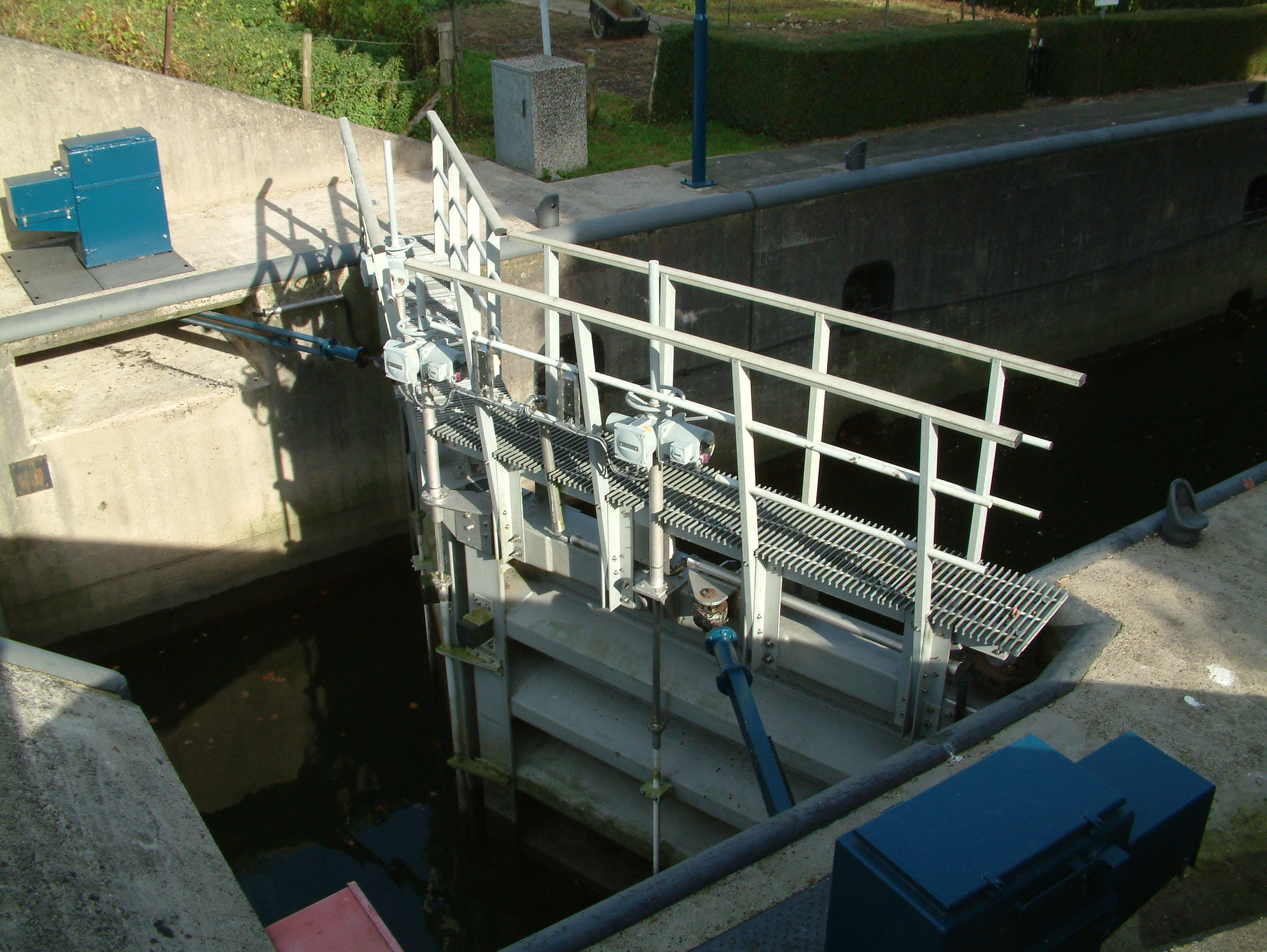
De buitendeuren van kunststof
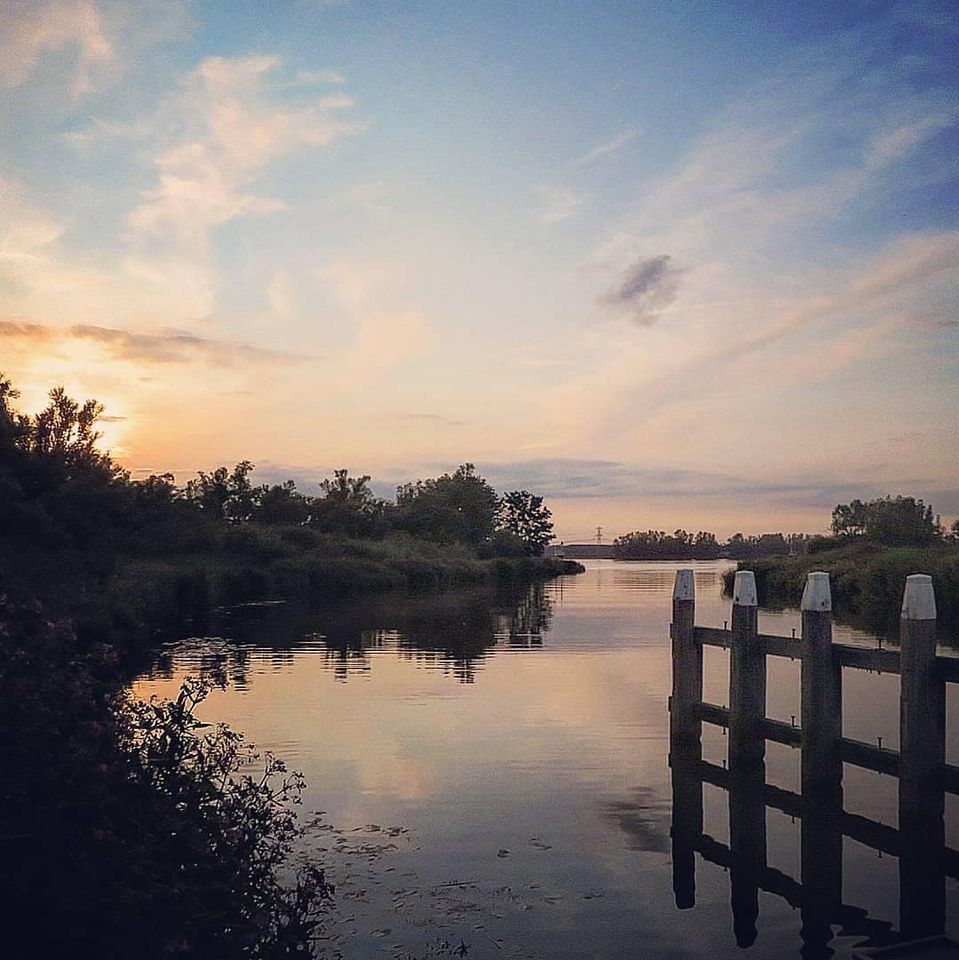
Spieringsluis, aan de Biesboschzijde